# Бьюкенен, Пат
Патрик Джозеф Бьюкенен (англ. Patrick Joseph Buchanan; род. 2 ноября 1938, Вашингтон) — американский политик и публицист, в 1969—2000 годах — идеолог палеоконсервативной фракции Республиканской партии. Автор конспирологической теории «культурного марксизма». Несмотря на собственную терминологию самоидентификации, выражающуюся в желании именоваться «сторонником доктрины невмешательства» (англ. “disengagement”), его следует считать типичным «изоляционистом».

## Биография
Патрик Джозеф Бьюкенен родился в 1938 г. в городе Вашингтон (округ Колумбия). Он учился в иезуитской школе, после которой в 1961 г. с отличием окончил Университет Джорджтауна по направлениям философии и английской словесности. Затем в 1962 г. Бьюкенен получил степень магистра в Школе журналистики Университета Колумбии. В возрасте 23 лет он стал самым молодым автором редакционных статей в одном из наиболее влиятельных новостных изданий США «The St. Louis Globe-Democrat».
В ранний период своей карьеры Бьюкенен последовательно был старшим советником у трёх президентов Соединённых Штатов: Ричарда Никсона, Джеральда Форда и Рональда Рейгана. В этом качестве он, в частности, занимался написанием внешнеполитических речей и принял участие в ряде встреч на высшем уровне, в числе которых были визит Р. Никсона в КНР и встреча Р. Рейгана с М. С. Горбачёвым в Рейкьявике в 1986 г., имевшая, по мнению самого же Бьюкенена, во многом судьбоносное значение для исхода «холодной войны». Кроме того, в период своей работы в команде Р. Никсона Бьюкенену пришлось давать показания по делу во время Уотергейтского скандала, однако Бьюкенену всё же удалось доказать свою непричастность к противозаконным действиям, и тем самым сохранить свою репутацию. Также при Рейгане он был главой по связям с общественностью.
Несмотря на свою сравнительно продолжительную приверженность Республиканской партии, со временем Бьюкенен вышел из её рядов. К этому шагу его подтолкнуло убеждение в том, что его бывшие однопартийцы отошли от традиционных, в его понимании, консервативных принципов в сторону так называемого «неоконсерватизма». Своих бывших однопартийцев Бьюкенен называет «неоконсерваторами», а они, в свою очередь, говорят о нем, как о «палеоконсерваторе». Когда Бьюкенен покинул Республиканскую партию, намереваясь баллотироваться от Партии Реформ, он заявил: «Этой кампанией я собираюсь по-новому определить, что значит быть консерватором». Умеренные республиканцы не особенно сожалели о выходе Бьюкенена из партии в виду его временами довольно резких, по меркам американской политкорректности и гендерной толерантности, высказываний. Среди таких высказываний описание Конгресса США, как «территории, оккупированной Израилем» и заявление о том, что женщины изначально «менее психологически предрасположены» («less equipped psychologically») преуспеть в бизнесе.
После праймериз от Партии Реформ 2000 года Бьюкенен ушёл из политики и вновь стал автором книг, обозревателем в различных изданиях и комментатором на канале Эм-Эс-Эн-Би-Си («MSNBC»). Им написано 12 книг, из которых семь стали «бестселлерами Нью-Йорк Таймс». В настоящее время Бьюкенен продолжает работу над книгами, является обозревателем в различных изданиях, главой фонда «Американское дело» («The American Cause») и редактором журнала «Американский Консерватор» («The American Conservative»).

## Политические взгляды
- В 1990 году назвал Конгресс и Сенат США «территорией, оккупированной Израилем»[6].
- С 2000 года выступает с резкой критикой президента Дж. Буша-младшего за войну в Ираке, конфронтацию с Россией, предпочтение афроамериканского меньшинства белому большинству, либеральную миграционную политику.
- В 2002 году выпустил книгу «Смерть Запада», в которой развил идеи о кризисе европейской цивилизации, причины которого Бьюкенен видит в дехристианизации США и стран Европы, снижении рождаемости, распаде общества на конфликтующие этнические, конфессиональные и прочие сообщества и группы.
- Кроме того, П. Бьюкенен отличается достаточно своеобразным, с точки зрения российского обывателя, взглядом на место России в современной системе международных отношений. Россия в его представлении продолжает оставаться традиционным противником Запада, обладает националистически настроенным населением, которое настолько поглощено заботой о росте собственного благосостояния и мощи государства, что забывает даже о собственном воспроизводстве.
- Демографические проблемы являются в риторике П. Бьюкенена тем немногим, что объединяет Россию и Запад. Однако невзирая на пессимистические пророчества, касающиеся будущего России и обусловленные этими проблемами, Бьюкенен находит, что Российская Федерация отнюдь не утратила признаков великой державы, и Россия вполне может рассматриваться в качестве объекта влияния на третьи страны. Более того, в случае прихода откровенно националистического и реваншистского правительства на смену автократическому она, по его мнению, сможет претендовать на воссоздание некогда существовавших сфер влияния в Восточной Европе, Средней Азии и на Кавказе и даже будет выступать в качестве достойного соперника Соединённых Штатов[8][9].
- Бьюкенен в весьма одобрительном ключе высказывается о качествах, присущих «путинизму»[10].
- 26 февраля 2022 года в статье «Путин нас предупреждал» высказал мнение, что президент России Владимир Путин принял решение о вторжении на Украину потому, что «не хочет воевать с США», необходимость в чём могла бы возникнуть в случае принятия Украины в НАТО и что «было бы губительно» как для России, так и для США, а также потому, что он является «русским националистом, патриотом, традиционалистом», приравняв действия Путина в отношении Крыма к действиям американского президента Теодора Рузвельта в отношении Панамы и возложив ответственность за возникшую ситуацию на Джозефа Байдена[11].

## «Смерть Запада»
- Бьюкенен даёт анализ процессов в западной идеологии, культуре и политике, ведущих к самоубийственным для народов Запада решениям. В центре внимания развитие ряда неомарксистских теорий — Дьёрдя Лукача, Антонио Грамши, Франкфуртской школы. После провала последовавших за Первой мировой войной марксистских революций в Европе и России ряд левых теоретиков переосмыслили причины своих поражений, выдвинув идею революции в культуре, «культурной революции». Основанная на христианстве культура Европы делает общественное сознание стран Запада невосприимчивым к марксизму. Завоевание политической власти и открытая диктатура мало что дают из-за сопротивления сплочённого христианскими идеалами общества. Следовательно, победа марксизма невозможна без завоевания революцией культурной гегемонии и дехристианизации Европы, разрушения её традиционной культуры.
- Эта идея, развитая в работах Теодора Адорно, Герберта Маркузе и их последователей, дала начало либо придала радикальное звучание таким направлениям, как радикальный феминизм, сексуальная революция, «критическая история», ЛГБТ-движение, мультикультурализм. Неомарксизм франкфуртской школы с 1960-х годов стал господствующей идеологией американской культурной и политической элиты.
- Идеология неомарксизма гармонировала с экономической ситуацией в развитых странах, сложившейся после Второй мировой войны. Экономический подъём и бурный рост благосостояния способствовали росту гедонистических настроений. Послевоенное поколение т. н. беби-бумеров в США и Европе отличалось социальной безответственностью и склонностью к восприятию отвлечённых радикальных политических лозунгов, апофеозом чего стала «молодёжная революция»
- Политическими механизмами насаждения новой культурной гегемонии стали решения судебной власти. С 1960-х годов Верховный суд США под предлогом уважения свободы вероисповедания принял десятки решений, ставящих вне закона христианские традиции, организации, символы. Насаждалась практика политкорректности и двойных стандартов: допустимым и желаемым является оскорбление чувств христиан, но жёстко пресекаются и преследуются проявления скепсиса в отношении леволиберальных постулатов (например, природы гомосексуализма, равенства (физического) рас и культур, оценок исторического прошлого, эволюционного происхождения биологических видов и т. д.).
- Для изменения в свою пользу симпатий электората неомарксистская политическая элита широко использовала легальную и нелегальную миграцию из стран Третьего мира. Предоставление мигрантам политических прав, подкуп их социальными программами дают левым необходимый перевес для победы на общенациональных выборах. Аналогичную роль играет сознательный (идея Грамши) раскол общества на различные меньшинства и сплочение их вокруг левых элит под лозунгами борьбы с «угнетением» и за различные права.
- Анализируя демографическую ситуацию в современном мире, Бьюкенен пессимистически смотрит на перспективы США и европейских народов[12]. Процессы депопуляции, вызванные разрушением семьи, приводят к вымиранию коренных европейских народов и белого населения США. Неконтролируемая миграция делает возможным быстрое их замещение выходцами из стран Азии, Африки и Латинской Америки.

Дехристианизация Америки — рискованная игра, ставкой в которой выступает наша цивилизация. Америка швырнула за борт «этический компас», по которому республика держала путь в течение двухсот лет, и теперь плывёт наугад.— Бьюкенен П. Дж. Смерть Запада / пер. с англ. А. Башкирова. — М.: ACT; СПб.: Terra Fantastica, 2003. — С. 271.

## В культуре
- Фильм Хранители (2009). Роль исполнил Джеймс М. Коннор.

## Произведения
- Патрик Дж. Бьюкенен. Смерть Запада. — АСТ Москва, 2003. — 444 с. — ISBN 978-5-17-017537-6. (переиздана этим же издательством  в 2007 г.).
- Патрик Бьюкенен. Правые и не-правые. Как неоконсерваторы заставили нас забыть о рейгановской революции и повлияли на президента Буша. — АСТ, Транзиткнига, АСТ Москва, Мидгард, Neoclassic, 2006. — 352 с. — ISBN 5-17-034199-7, 5-9713-1036-4, 5-9578-3102-6.
- Патрик Бьюкенен. На краю гибели = State of Emergency: The Third World Invasion and Conquest of America. — Мидгард, АСТ Москва, Neoclassic, АСТ, 2008. — 352 с. — ISBN 978-5-17-049368-5, 978-5-9713-7173-1.
- Патрик Бьюкенен. Секреты глобального путинизма. — Алгоритм, 2015. — 224 с. — ISBN 978-5-906789-42-6.
- Патрик Бьюкенен. Самоубийство сверхдержавы = Suicide of a Superpower: Will America Survive to 2025?. — АСТ, 2016. — 640 с. — ISBN 978-5-17-093238-2.